# Bozoklu Mustafa Pascià
Bozoklu Mustafa Pascià (Bozok, 1638 – Edirne, dicembre 1698) è stato un politico e militare ottomano. Servì come gran visir dal 1693 al 1694. Il suo epiteto Bozoklu significa "di Bozok" (oggi Yozgat, in Turchia).

## Primi anni
Mustafa era un burocrate nell'impero ottomano. Fu nominato Capitan Pascià (grande ammiraglio) e poi comandante del fronte polacco durante la Guerra austro-turca. Insieme alle forze del khan di Crimea Selim I Giray, fu in grado di difendere Kamianets-Podilskyi, un importante forte (ora in Ucraina) dagli attacchi polacchi. Nel 1690 fu nominato governatore di Damasco (ora in Siria) e  successivamente di Tripoli (ora in Libano). Il 27 marzo 1693 succedette a Çalık Ali Pascià come gran visir.

## Gran visierato
La Transilvania (una regione corrispondente all'odierna Romania occidentale; chiamata in turco: Erdel) era allora sotto l'occupazione austriaca e nell'estate del 1693 Mustafa Pascià lanciò una campagna per riconquistarla. Tuttavia, gli austriaci assediarono Belgrado (ora in Serbia) a sud del suo percorso e Mustafa Pascià fu costretto a cambiare il suo corso per difendere la città. Gli austriaci dovettero revocare l'assedio. Mustafa Pascià riparò il forte e tornò a Istanbul, la capitale. Gli austriaci erano pronti a rinnovare i loro attacchi, essendo le loro armate vicine al fronte. Mustafa Pascià, tuttavia, non si curò di possibili prossimi attacchi austriaci: era più interessato alla caccia che a preparare la prossima campagna. Il sultano Ahmed II lo licenziò il 13 marzo 1694 dopo un anno di carica.

## Morte
Mustafa Pascià riprese il suo precedente incarico, al governatorato di Tripoli. Nel maggio 1698, fu chiamato a Istanbul per essere nominato gran visir ad interim, data l'assenza gran visir in carica, impegnato sul fronte della battaglia. Poco dopo, tuttavia, Mustafa Pascià morì nel dicembre 1698.